# Forstbrunn
Forstbrunn ist ein amtlich benannter Gemeindeteil von Wiesenfelden im Landkreis Straubing-Bogen.
Der Weiler liegt etwa 500 Meter östlich von Schiederhof auf der Gemarkung Waxenberg und besteht (2019) aus drei Anwesen mit vier Wohngebäuden.

## Geschichte
Forstbrunn war ursprünglich ein Ortsteil der Gemeinde Waxenberg und wurde 1946 in die Gemeinde Höhenberg eingemeindet, die am 1. Juli 1972 vom oberpfälzer Landkreis Regensburg zum niederbayerischen Landkreis Straubing-Bogen kam und am 1. Januar 1974 nach Wiesenfelden eingemeindet wurde.
In der Beschreibung des Joseph von Hazzi aus dem Jahr 1805 wird für Forstbrunn nicht erwähnt. Eine Kartendarstellung aus der Zeit um 1829 zeigt die Lage des Orts am Osthang des Kobelbergs etwa 500 Meter südlich des heutigen gleichnamigen Gemeindeteils von Wiesenfelden und stellt acht Gebäude dar. In der Uraufnahme aus der Zeit zwischen 1808 und 1864 sind in gleicher Lage sechs Wohngebäude zu erkennen auf einer Höhe von etwa 647 m ü. NHN.
Die Geographische Matrikel des Bißthums Regensburg von 1813 bezeichnet den Ort als zur Pfarrei Wiesenfelden und dem Landgericht Wörth im Regenkreis gehörigen Weiler. Das Repertorium zum topographischen Atlasblatt 49 aus dem Jahr 1829 beschreibt Forstbrunn als Weiler mit vier Häusern. Im topogeographischen Lexicon von 1831 wird Forstbrunn beschrieben als „Weiler im Wörther Forste und am Leithenbache des Hrschtg. Wörth, 1/2 St von Wiesenfelden entfernt, wohin er eingepfarrt ist. Er umfasst 4H. mit 16E.“ In der Matrikel von 1838 gehört Forstbrunn zur Pfarrei Wiesenfelden und zum „Fürstl. Taxischen Herrschaftsgericht Wörth“ und zählt 5 Häuser mit 26 Seelen. Für 1864 werden 18 Einwohner und sieben Gebäude angegeben, in den Volkszählungsdaten von 1871 für Waxenberg wird Forstbrunn als Weiler mit 24 Einwohnern, zehn Gebäuden und 38 Rindviehchern aufgeführt, zugehörig zur kath. Pfarrei und Schule in Wiesenfelden, Post Falkenstein. Die Volkszählung 1875 registriert 36 Einwohner. Im Ortschaften-Verzeichnis der nachfolgenden Volkszählung vom 1. Dezember 1885 hat der Weiler vier Wohngebäude mit 28 Einwohnern. Die Siedlung schrumpft bis zur Volkszählung 1925 auf zwei Wohngebäude mit neuen Einwohnern. In der Zeit nach dem Zweiten Weltkrieg entstand die Siedlung am heutigen Ort mit drei Anwesen, der alte Standort wurde devastiert. Die Wüstung der ehemaligen Siedlung ist ein registriertes Bodendenkmal.

### Einwohnerentwicklung
| Jahr                    | 1831 | 1838 | 1860 | 1864 | 1871 | 1875 | 1885 | 1900 | 1925 | 1950 | 1961 | 1970 | 1987 |
| ----------------------- | ---- | ---- | ---- | ---- | ---- | ---- | ---- | ---- | ---- | ---- | ---- | ---- | ---- |
| Einwohner in Forstbrunn | 16   | 26   | 28   | 18   | 24   | 36   | 28   | 12   | 9    | 10   | 9    | 9    | 5    |
| Wohngebäude             | 4    | 5    | 4    |      |      |      | 4    | 3    | 2    | 3    | 3    |      | 3    |